# 알렉산드리아 대학교
알렉산드리아 대학교(아랍어: جامعة الإسكندرية)는 이집트 알렉산드리아의 대학교이다. 1938년 푸아드 대학교 (현 카이로 대학교)의 분교로 파루크 대학교라는 이름으로 설립되었으며, 1942년이 돼서야 독자적인 학교로 발전했다. 1952년 이집트 혁명 이후 현재의 이름으로 바꾸었다.

## 같이 보기
- 알렉산드리아
- 이집트의 교육